# Dziedzickia gloriosa
Dziedzickia gloriosa är en tvåvingeart som beskrevs av Lane 1959. Dziedzickia gloriosa ingår i släktet Dziedzickia och familjen svampmyggor. Inga underarter finns listade i Catalogue of Life.